# Suhumi
Suhumi ali Suhum (gruzinsko სოხუმი, latinizirano: Sohumi, rusko Сухум, latinizirano: Suhum, abhaško Аҟәа, latinizirano: Aqwa) je glavno mesto in največje mesto v Abhaziji.